# René Bertram
René Bertram (Magdeburgo, RDA, 21 de julio de 1981) es un deportista alemán que compitió en remo.
Ganó dos medallas en el Campeonato Mundial de Remo, en los años 2002 y 2007, y una medalla de oro en el Campeonato Europeo de Remo de 2010.
Participó en dos Juegos Olímpicos de Verano, en los años 2004 y 2008, ocupando el sexto lugar en Pekín 2008 en la prueba de cuatro scull.

## Palmarés internacional
| Campeonato Mundial | Campeonato Mundial          | Campeonato Mundial | Campeonato Mundial |
| Año                | Lugar                       | Medalla            | Prueba             |
| ------------------ | --------------------------- | ------------------ | ------------------ |
| 2002               | Sevilla (España)            | Medalla de oro     | Cuatro scull       |
| 2007               | Múnich (Alemania)           | Medalla de bronce  | Cuatro scull       |
| Campeonato Europeo |                             |                    |                    |
| Año                | Lugar                       | Medalla            | Prueba             |
| 2010               | Montemor-o-Velho (Portugal) | Medalla de oro     | Cuatro sin timonel |